# Uraeginthus
Uraeginthus este un gen de cinteze din familia Estrildidae. Sunt păsări mici, mâncătoare de semințe, care se găsesc în Africa subsahariană.

## Taxonomie
Genul a fost introdus de ornitologul german Jean Cabanis în 1851. Specia tip a fost ulterior desemnată drept Uraeginthus bengalus. Numele Uraeginthus combină cuvintele grecești antice oura „coadă” și aiginthos pentru o pasăre necunoscută, probabil o cinteză.

### Specii
Genul conține următoarele trei specii:
- Uraeginthus angolensis
- Uraeginthus bengalus
- Uraeginthus cyanocephalus

## Galerie

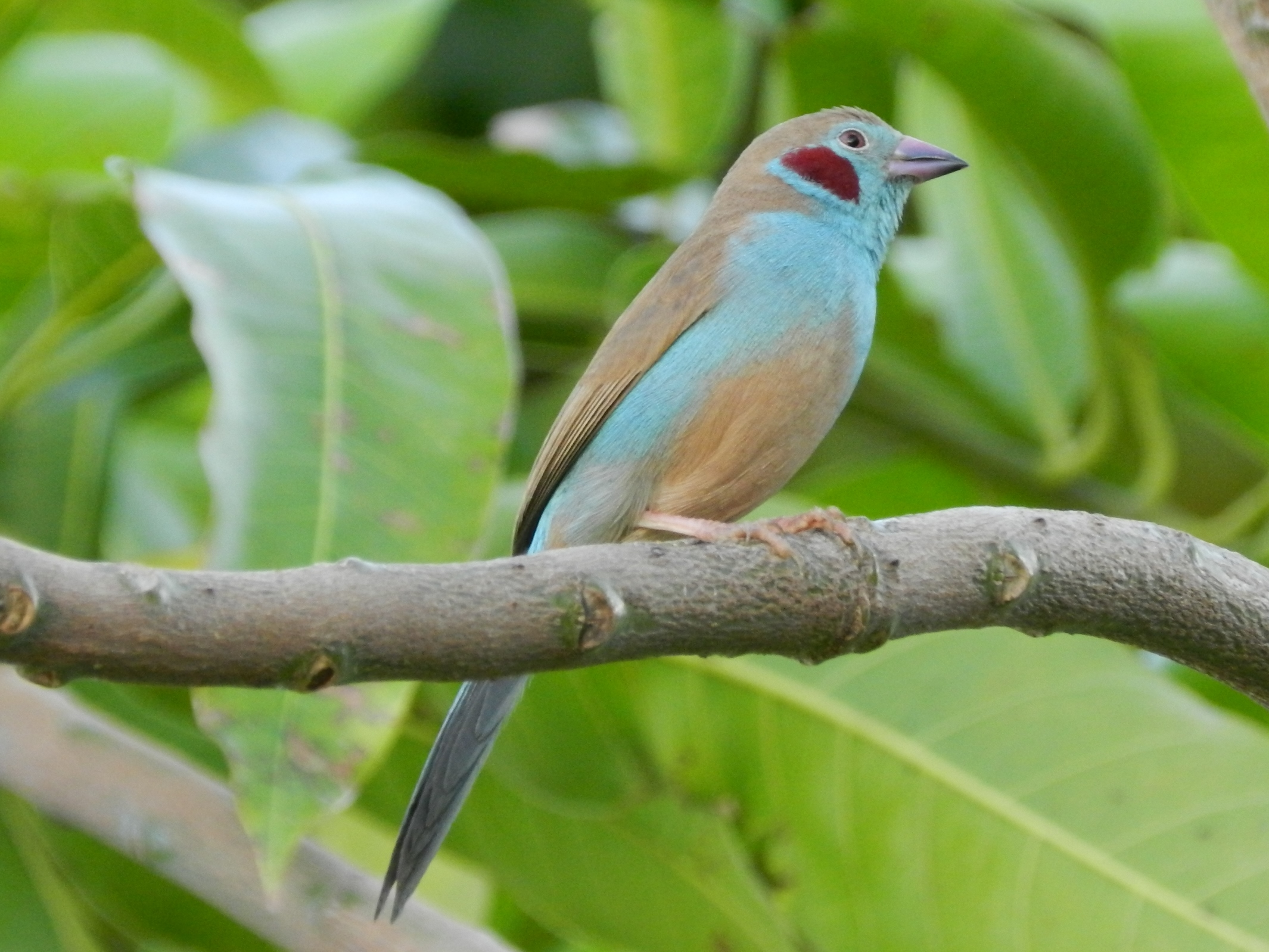
Uraeginthus bengalus
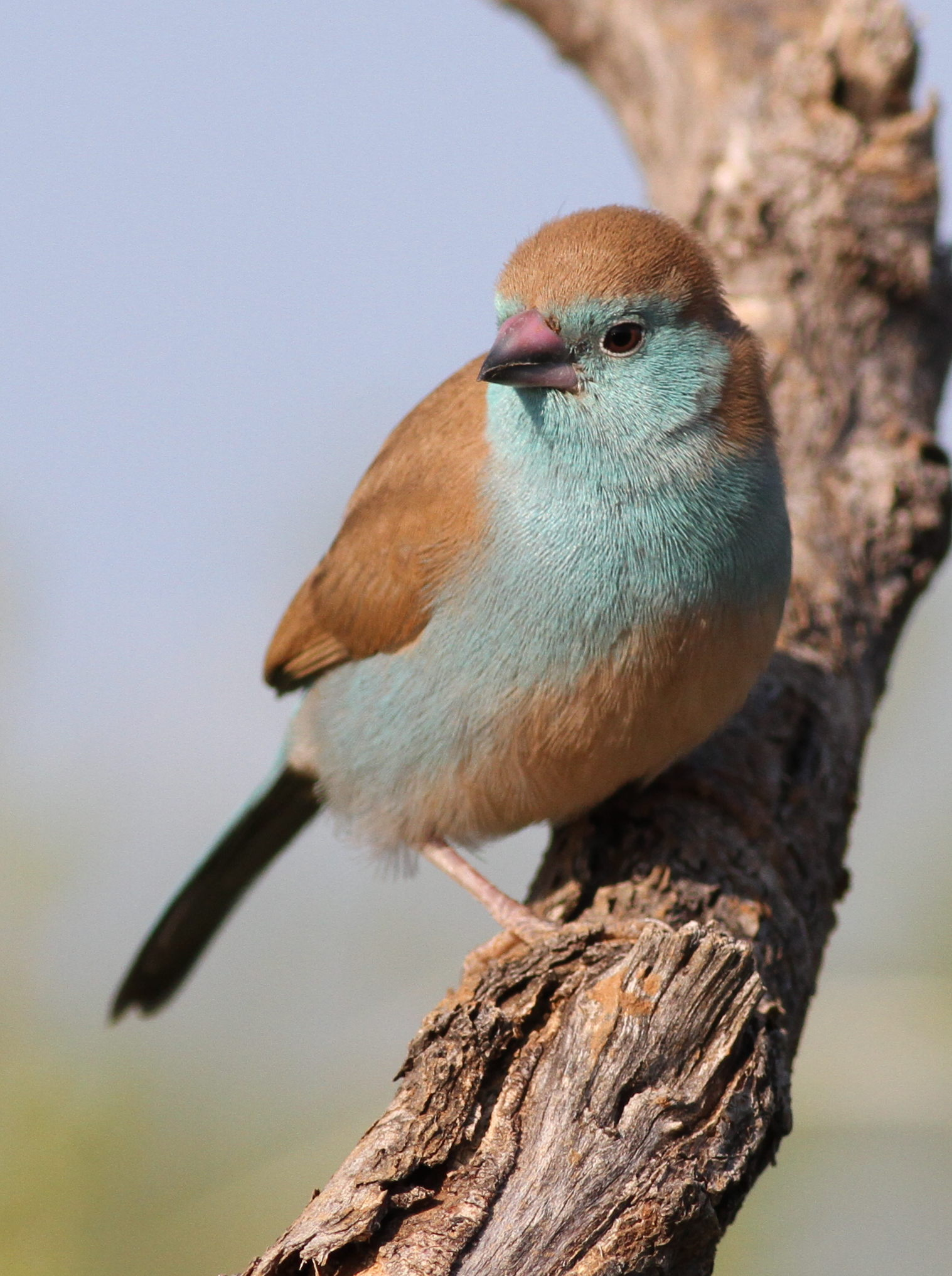
Uraeginthus angolensis
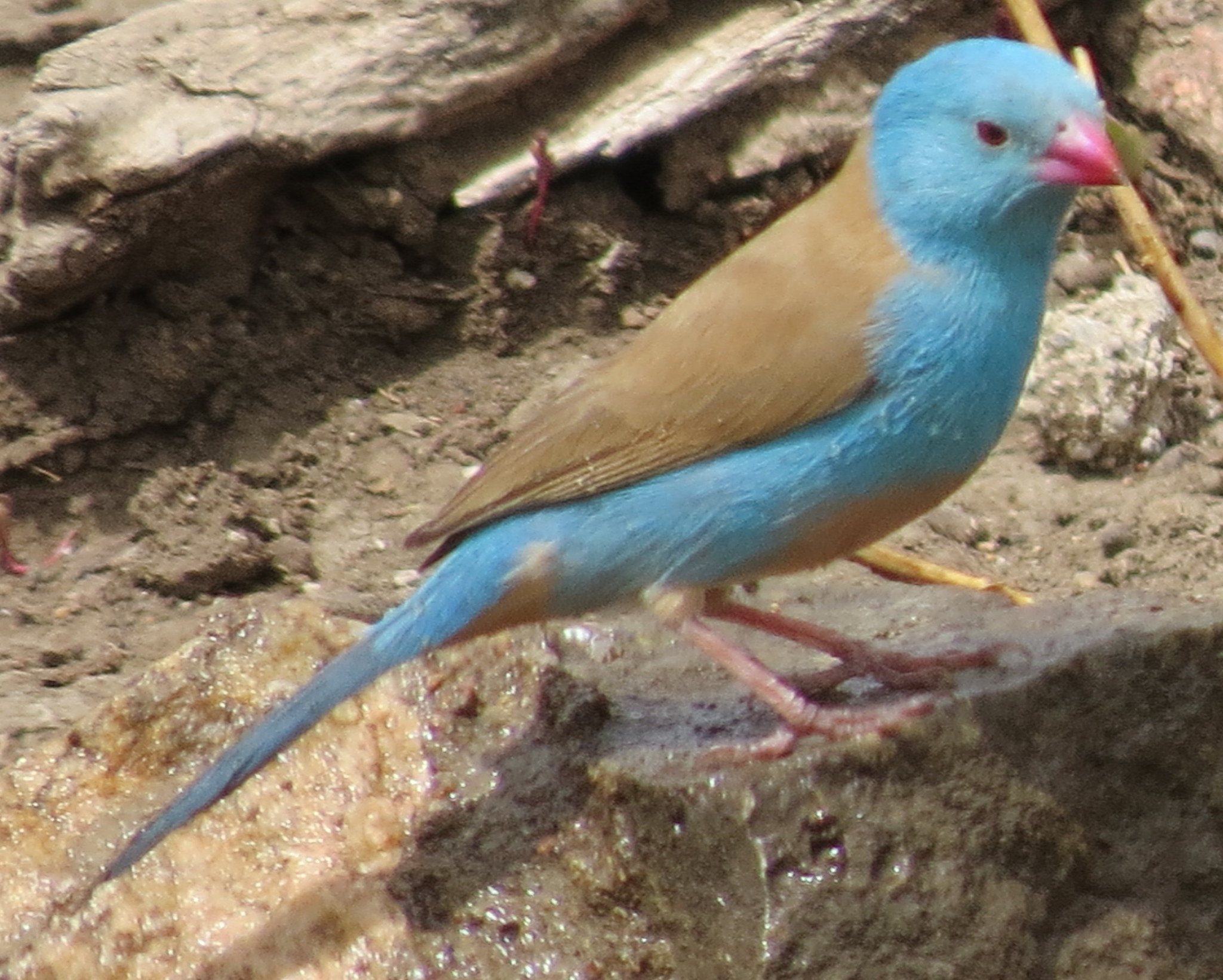
Uraeginthus cyanocephalus